# Boris Rotenberg (piłkarz)
Boris Rotenberg, (ros. Борис Борисович Ротенберг; ur. 19 maja 1986) – rosyjski piłkarz, reprezentant Finlandii
Syn Borisa (przedsiębiorca), bratanek Arkadija, brat Romana (piłkarza), kuzyn Pawła.